# 오쿠무라 요시유키
오쿠무라 요시유키(일본어: 奥村 慶之, 1993년 1월 21일 ~ )는 일본의 축구 선수이다.

## 구단 경력
과거 가이나레 돗토리에서 활동하였다.